# John Wallop (3e comte de Portsmouth)
Pour les articles homonymes, voir John Wallop.
John Charles Wallop, 3e comte de Portsmouth (18 décembre 1767 - 14 juillet 1853), titré vicomte Lymington jusqu'en 1797, est un noble britannique atteint de folie.

## Biographie
Le comte est connu dès son plus jeune âge pour son esprit aliéné et sa succession est placée sous le contrôle de quatre administrateurs. Alors que Portsmouth a des périodes où il semble sain d'esprit, il se livre souvent à une variété de comportements bizarres et sadiques. Il fouette ses serviteurs, frappe et saigne ses chevaux et abat du bétail en criant avec une hache. Le comte montre une manie remarquable pour les funérailles, qu'il qualifie de « travaux noirs ». Il les fréquente souvent, insiste pour sonner les cloches à Hurstbourne pour les funérailles là-bas, et parfois fouette les sonneurs avec la corde de sonnette par la suite.
Le 19 novembre 1799, Portsmouth épouse Grace Norton, la sœur de l'un de ses fiduciaires, William Norton, 2e baron Grantley. Le mariage est encouragé par le frère cadet de Portsmouth, Newton Fellowes, alors que Grace a 47 ans au mariage (Portsmouth a 31 ans) et peu susceptible de produire un héritier pour remplacer Newton. Cependant, Grace joue également un rôle important en modérant le comportement de Portsmouth et en gardant ses excentricités hors de la vue du public. Quand, en 1808, elle se trouve incapable de contrôler le comte, son parent, le Dr John Combe, est ajouté à la maison, pour aider à supprimer les manies de Portsmouth.
L'un des administrateurs, l'avocat de Portsmouth, John Hanson, voit une chance à la mort de Grace en 1813. Sans en informer les autres administrateurs ou le frère de Portsmouth, Newton, il arrange rapidement un mariage entre Portsmouth et sa fille, Mary Anne. Ils se marient le 7 mars 1814 ; Lord Byron, un autre client de Hanson, y assiste. Lorsque Newton tente de faire déclarer Portsmouth fou cet automne, le témoignage de Byron quant aux circonstances du mariage contribue à faire rejeter la demande. Cependant, la nouvelle comtesse n'est en aucun cas à la hauteur de la tâche de contrôler Portsmouth; son comportement devient plus erratique, tandis que Mary Anne a une liaison adultère avec William Alder, qui engendre trois enfants. Finalement, la paire d'amants est devenue si audacieuse qu'elle a des relations sexuelles dans le même lit avec le comte (qui est presque certainement impuissant).
Une nouvelle commission de lunatico inquirerendo a lieu en 1823, à l'instigation du neveu de Portsmouth, Henry Wallop Fellowes, et il est révélé que le comte a été maltraité par sa nouvelle épouse et son amant, qui lui ont craché dessus et l'ont battu. Il est jugé fou depuis 1809. En 1828, son second mariage est annulé et les enfants de Mary Anne sont déclarés bâtards. Un jugement pour le coût du procès de 40 000 £ est rendu contre elle et elle s'enfuit à l'étranger.
Portsmouth meurt en 1853 ; son frère Newton lui succède moins de six mois avant sa propre mort.